# Vita segreta di Maria Capasso
Vita segreta di Maria Capasso è un film italiano del 2019, l'ultimo diretto da Salvatore Piscicelli.

## Trama
Maria Capasso, una giovane donna e madre, resta vedova e senza mezzi economici: il lutto e la nascita di un amore con Gennaro, gestore di autosalone con legami con la criminalità organizzata, la trasformeranno in una donna senza scrupoli.

## Distribuzione
Il film è stato distribuito nelle sale cinematografiche italiane da Vision Distribution a partire dal 18 luglio 2019.